# ترميز

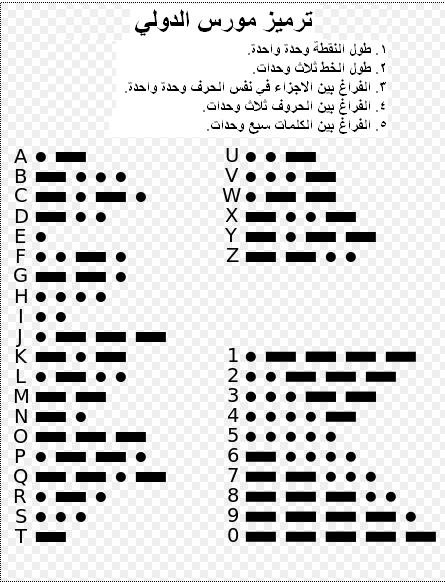
رموز مورس شفرة مورس، نوع مشهور من الترميز

الترميز (بالإنجليزية: Coding)‏ هو قاعدة لتحويل معلومة (على سبيل المثال، حرف، كلمة، عبارة أو إشارة) إلى شكل أو تمثيل آخر - عادة مختصر أو سري - (علامة واحدة مقابل علامة أخرى)، وليس بالضرورة من نفس النوع أو الطول.
في مجال الاتصالات اتصال ومعالجة المعلومات معالجة البيانات، الترميز ترميز، هو العملية التي من خلالها يتم تحويل المعلومات من المصدر مصدر إلى رموز رمز ليتم إيصالها ألى الهدف Target.
فك الترميز Decoding هو عملية عكسية، وهو تحويل هذه الرموز رجوعا إلى معلومات مفهومة من قبل المتلقي.
أحد أسباب اللجوء إلى الترميز هو لتمكين الاتصال في الحالات التي يستحيل، أو يصعب، استخدام اللغة العادية الصريحة، منطوقة كانت أم مكتوبة.
على سبيل المثال، أعلام الإشارة، Semaphore، حيث ترتيب الأعلام التي بحوزة المشير Signaller، أو مجهز بها برج الإشارة، ترمّز أجزاء من رسالة، عادة حروف وأرقام. يمكن لشخص آخر يقف على مسافة كبيرة بعيدا تفسير الأعلام واستخراج الكلمات المرسلة.

## النظرية
في نظرية المعلومات وعلوم الحاسوب، عادة ما يعد الترميز خوارزمية تعطي رمزا فريدا من أبجدية ما كمصدر، بواسطة سلسلة String مرمزة، والتي قد تكون في أبجدية أخرى مستهدفة. يتم الحصول على توسيع الترميز، لتمثيل متوالية من الرموز على الأبجدية المصدر بواسطة وصل concatenate السلاسل المرمزة.
قبل إعطاء تعريف دقيق رياضيا، نعطي مثالا وجيزة. تطبيق Mapping
{\displaystyle C=\{\,a\mapsto 0,b\mapsto 01,c\mapsto 011\,\}}
هو ترميز، الابجدية المصدر له، هي المجموعة {\displaystyle \{a,b,c\}} .و الأبجدية الهدف له، هي المجموعة {\displaystyle \{0,1\}}. بتوسيع الترميز، السلسلة المرمزة 0011001011 يمكن تجميعها في كلمات مشفرة على شكل 0 011 0 01 011، وهذه بدورها يمكن فك ترميزها لتسلسل رموز المصدر acabc.
باستخدام مصطلحات نظرية اللغات الشكلية لغة شكلية، يكون التعريف الرياضي الدقيق لهذا المفهوم هو كما يأتي:
لتكن S وT مجموعتين محدودتين، تدعيان المصدر والهدف alphabets، على التوالي. الترميز Code {\displaystyle C:\,S\to T^{*}} هو Total function تطبيق تام، كل عنصر في المجال له على الأقل صورة في المجال المقابل مجال مقابل. متتابعة من الرموز على T. 

مثال للدالة التامة غير المتباينة.

دالة تباينية وشمولية في آن واحد (دالة تقابلية)

ويشار إلى توسيع M إلى دالة متقابلة "Homomorphism" من {\displaystyle S^{*}} إلى {\displaystyle T^{*}} التي تقوم بتعيين كل متتابعة من رموز المصدر إلى متتابعة من رموز الهدف، إلى أنه توسيعها extension.

## الترميزوعلم التشفير
في تاريخ علم التشفير،(كربتوغرافي)، كان استخدام الترميز، في فترة ما، شائعا لضمان سرية الاتصالات، إلا أن التشفير تشفير يستخدم الآن بدلا من ذلك.
يمكن للرموز السرية علم التعمية المستخدمة لحجب الرسائل الحقيقية، بدءا من الأمور الهامة الجدية (وخصوصا في التجسس العسكري والدبلوماسي، والأعمال التجارية، الخ) إلى الأمور التافهة (الرومانسية، الألعاب) أن تكون في أي نوع من الترميز المتخيل: الزهور، بطاقات اللعب، الملابس، المراوح اليدوية، القبعات، الألحان، الطيور، الخ، والأمر الوحيد المطلوب، هو الاتفاق المسبق على معنى كل رمز من قبل كل من المرسل والمتلقي.

## رموز متغيرة الطول

أنموذج للرقم الدولي المعياري للكتاب، عادةً ما يكون هذا الرقم على الغلاف الخلفي للكتاب

في هذا القسم نلاحظ رموزا، ترمّز كل حرف مصدر (نص صريح) بكلمة رمزية من قاموس ما، وسلسلة من مثل هذه الكلمات الرمزية تعطينا السلسلة المرمزة. الرموز متغيرة الطول مفيدة بشكل خاص عندما يكون لحروف نص صريح احتمالات مختلفة، أنظر أيضا الترميز الانتروبي Eentropy encoding.
ترميز البادئة prefix code هو ترميز يستخدم «خاصية البادئة»: ليس هناك كلمة رمزية مقبولة في النظام لها رمز بادئة (بداية) تبدأ بها كلمة رمزية أخرى مقبولة في المجموعة. ترميز هوفمان ترميز هوفمان هو الخوارزمية الأكثر شهرة لاشتقاق ترميز البادئة. ويشار إلى أي ترميز البادئة على نطاق واسع باسم «ترميز هوفمان»، حتى لو لم ينتج الترميز بوساطة خوارزمية هوفمان. أمثلة أخرى من ترميز البادئة هي رموز الاتصال للبلدان قائمة مفاتيح الاتصال الدولية، وأجزاء البلاد، الرقم الدولي المعياري للكتاب ISBN ، ورموز التزامن الثانوي "Secondary Synchronization Codes " المستخدمة في مواصفات اللاسلكي الجيل الثالث UMTS W-CDMA.

## رموز تصحيح الخطأخاصية تصحيح الخطأ
يمكن أيضا أن تستخدم الرموز لتمثيل البيانات بطريقة أكثر قدرة على مقاومة الأخطاء في الإرسال أو التخزين. ويسمى مثل هذا «الرمز» رمز تصحيح الخطأ، إضافة إلى خاصية تصحيح الخطأ، يعمل عن طريق تكرار المعلومات المخزنة أو المرسلة باستخدام خوارزمية مُجهزة سابقًا.
وكمثالٍ بسيط على خاصية تصحيح الخطأ تُرسل كل وحدة بيانات ثلاث مرات، وهو ما يُعرف بـ (3,1) رمز التكرار. حيث يستطيع المُستلم أن يرى ثمانية نسخ من المخرج خلال القناة الصاخبة Noisy-channel، راجع الجدول أدناه.
| الثلاثية المُستلمة | تم تفسيرها كالتالي |
| ----------------- | ------------------ |
| 000               | 0 (خالٍ من الخطأ)   |
| 001               | 0                  |
| 010               | 0                  |
| 100               | 0                  |
| 111               | 1 (خالٍ من الخطأ)   |
| 110               | 1                  |
| 101               | 1                  |
| 011               | 1                  |

## الرموز المستخدمة في الاتصال للإيجاز
يستبدل ترميز الكابل (cable code) كلمات (على سبيل المثال، شحنة أو فاتورة) بكلمات أقصر، والسماح بإرسال نفس المعلومات بعدد أقل من الأحرف، بسرعة أكبر، والأهم من ذلك، بتكلفة أقل. يمكن استخدام الترميز للإيجاز. فعندما كانت رسائل التلغراف تلغراف هي الحالة التقنية السائدة في الاتصال السريع لمسافات طويلة، طورت نظم معقدة من الرموز التجارية التي ترمز عبارات كاملة في كلمة واحدة (عادة مجموعة من خمسة حروف)، بحيث أصبحت التلغرافات محتوية على مثل هذه «الكلمات»، كما BYOXO وتعني ("Are you trying to weasel out of our deal ؟") («هل تحاول ان تراوغ في اتفاقنا؟»)، LIOUY وتعني ("Why do you not answer my question?")(«لماذا لا تجيب عن سؤالي؟»)، BMULD وتعني ("You're a skunk!") («أنت مقرف!»)، AYYLU وتعني ("Not clearly coded, repeat more clearly.") («غير مرمزة بوضوح، كرر بوضوح أكثر»).
يتم اختيار الكلمات الرمزية لأسباب مختلفة: طول طول، التلفظ تلفظ... الخ يتم اختيار المعاني لتناسب الاحتياجات المتصورة: المفاوضات التجارية، المصطلحات العسكرية للرموز العسكرية، مصطلحات الدبلوماسية للرموز الدبلوماسية، أي من، وجميع ما سبق لرموز التجسس. انتشرت كتب الرموز وناشري كتب الرموز، بضمنهم ما عمل كواجهة لمكتب الترميز الأمريكي الرسمي American Black Chamber هربرت ياردلي Herbert O. Yardley من (1889–1958) يديرها بين الحربين العالميتين الأولى والثانية.
كان الغرض من معظم هذه الرموز لتوفير تكاليف الكابل. استخدام ترميز البيانات لضغط البيانات سبق عصر الكمبيوتر؛ مثال مبكرا هو ترميز مورس للتلغراف حيث تكون رموز الحروف الأكثر استخداما أقصر تمثيلا.
تستخدم الآن تقنيات مثل ترميز هوفمان من قبل العاملين على الحاسوب، خوارزمية لضغط ملفات البيانات الكبيرة إلى شكل أكثر ضغطا للتخزين أو النقل.

## ترميز الحروفتشفير الرموز
ربما أكثر ترميز لبيانات الاتصالات معروف على نطاق واسع حتى الآن (تمثيل حرف aka) قيد الاستخدام اليوم هو آسكي أسكي، بإصدار أو آخر (متوافق معه إلى حد ما)، وتستخدمه جميع أجهزة الكمبيوتر الشخصية تقريبا، المحطات، الطابعات، وغيرها من معدات الاتصالات. وهي تمثل (128) حرفا ممثلة بأرقام ثنائية سباعية البت، كسلسلة من سبعة بتات، آحاد (1s) وأصفار (0s). حرف "a" (حرف صغير) في ASCII هو 1100001، الحرف الكبير "A" 1000001، وهلم جرا. هناك العديد من الترميزات الأخرى، (يشار اليها عادة باسم صفحات الترميز code pages)، والتي تمثل كل حرف ببايت Byte ، بعدد صحيح كنقطة ترميز Codepoint (يونيكود) أو سلسلة بايتات (UTF-8).

## الترميز الجينيشيفرة جينية
أجناس الكائنات البيولوجية تحتوي على المادة الوراثية التي تستخدم للتحكم في وظيفتها وتطورها.ذلك هو الحمض النووي DNA الذي يحتوي على وحدات تدعى المورثات (الجينات) Gene التي يمكن أن تنتج البروتينات من خلال ترميز الرموز الوراثية(الترميز الوراثي) في ترجمة سلسلة من الثلاثيات (الكودونات) من أربعة نكليوتيدات محتملة في واحد من عشرين من الأحماض الأمينية المحتملة.تنتج سلسلة من الكودونات سلسلة مقابلة من الأحماض الأمينية التي تشكل البروتين.

هيكل لجزء من الحلزون المزدوج للحمض النووي DNA التركيب اللولبي المزدوج

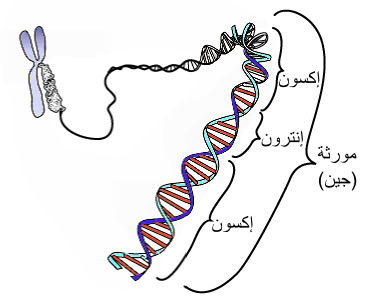
يوضح الشكل العلاقة بين مورثة وأحد الكروموزومات

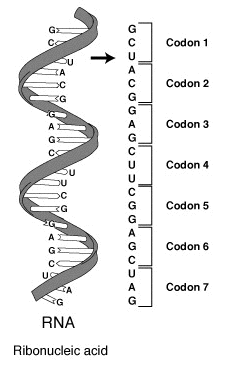
سلسلة من (الكودونات) في جزء من جزيء حمض نووي ريبوزي رسول. كل كودون يتكون من ثلاثة نكليوتيدات ، عادة ما يمثل حمض أميني واحد.

## ترميز غودلGödel code

تستعمل الأعداد الطبيعية في العد من الأعلى إلى الأسفل.

في الرياضيات، كان ترميز غودل الأساس لإثبات مبرهنات غودل في عدم الاكتمال مبرهنات عدم الاكتمال لغودل. كانت الفكرة هي رسم خريطة التدوين الرياضي ترميز رياضي لعدد طبيعي (باستخدام ترقيم غودل Gödel numbering).

## تراميز أخرى

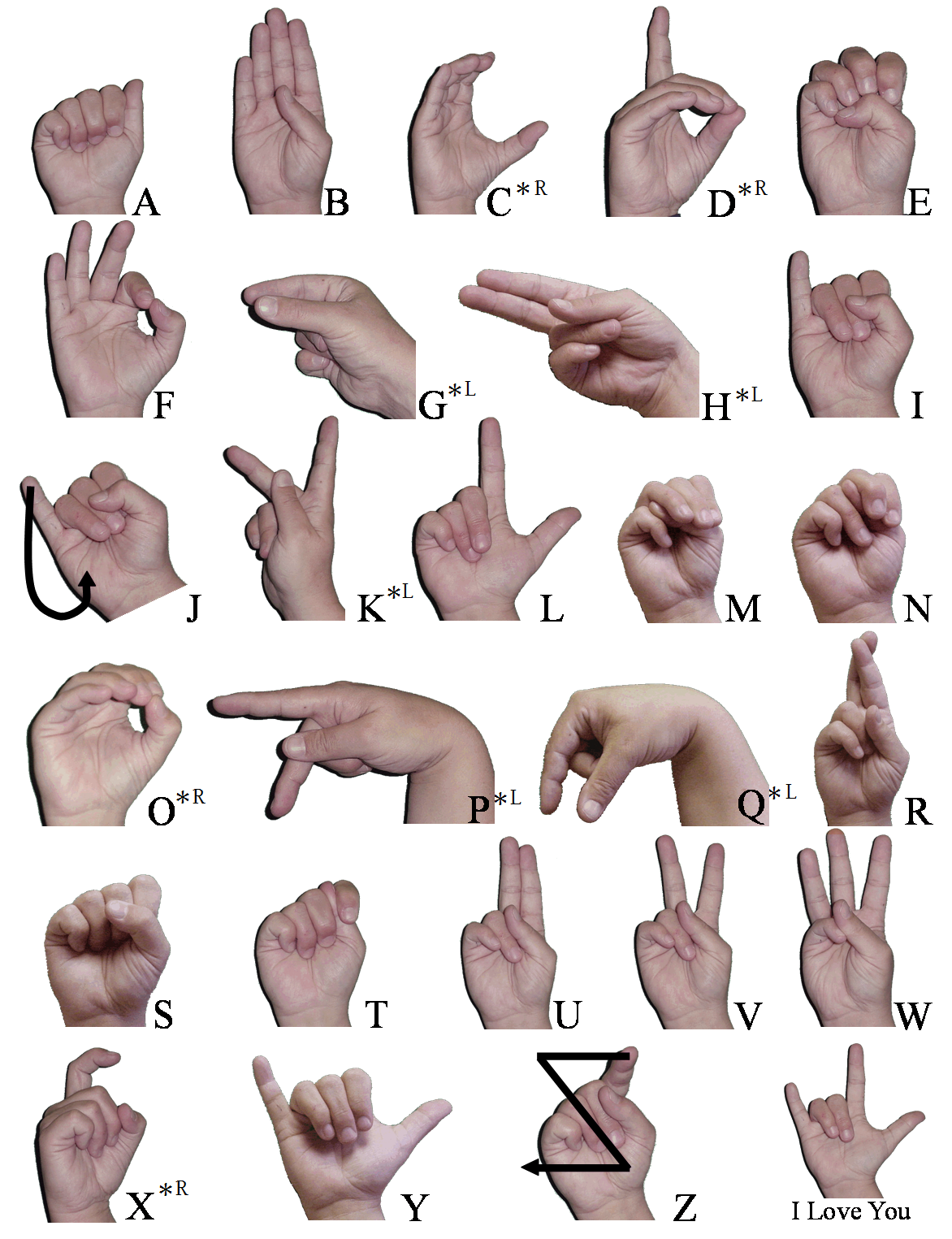
حروف لغة الإشارة الأمريكية

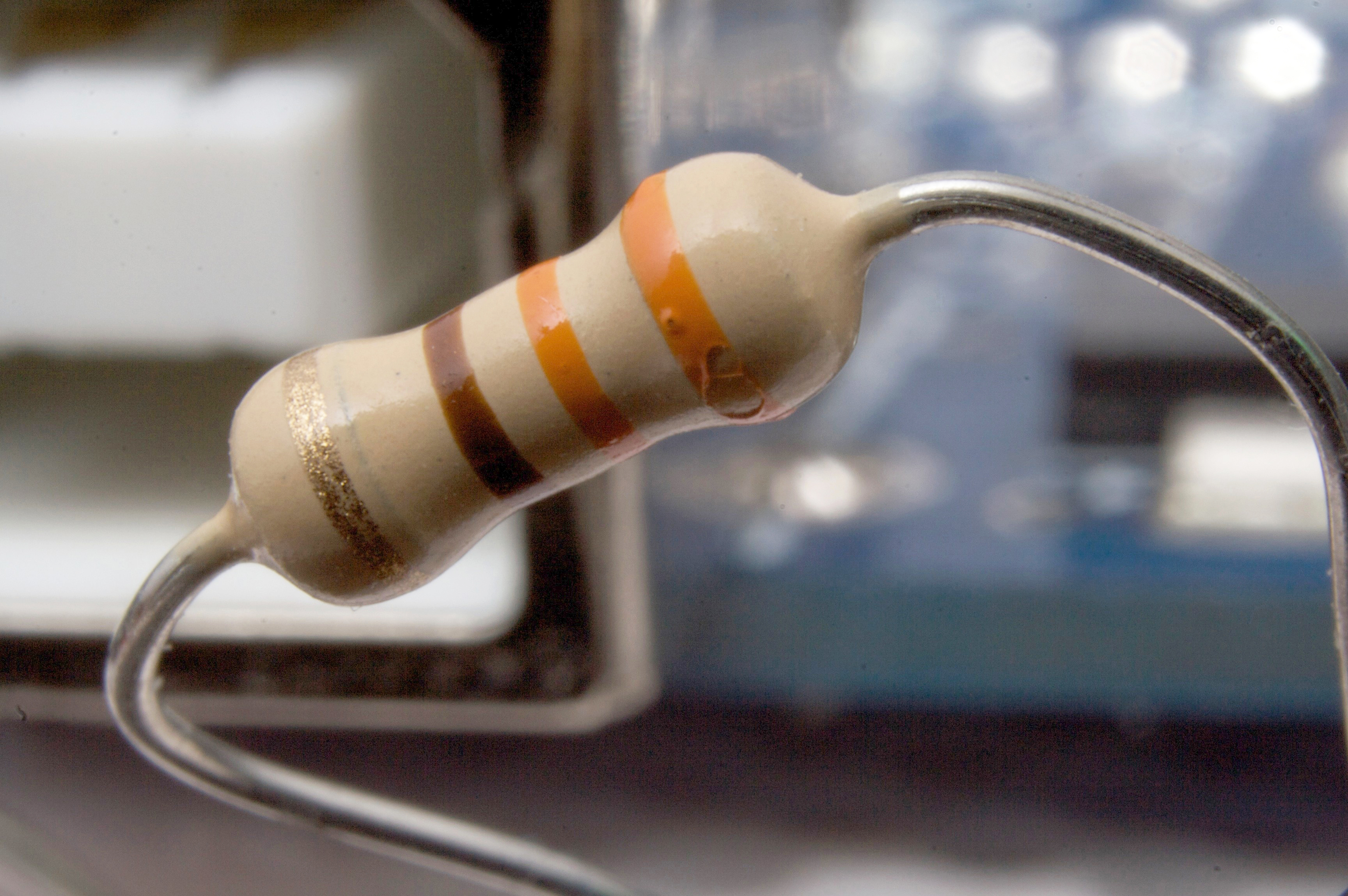
مقاوم كهربي

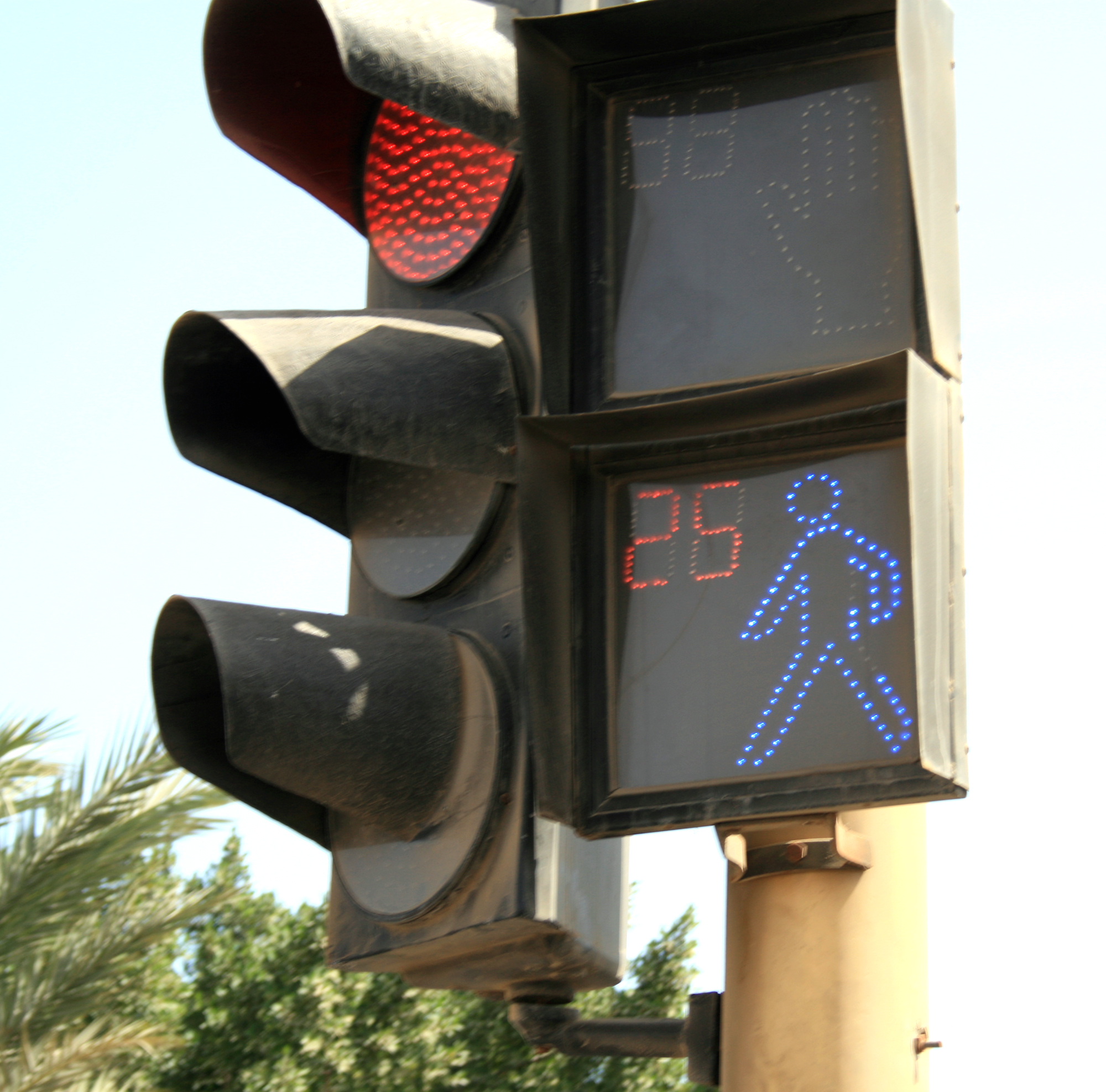
إشارة تسمح بعبور المشاة في الغردقة

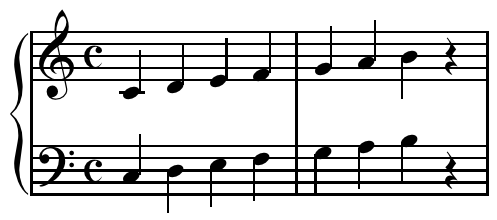
سلم موسيقي مدرج (موسيقى) بسيط.

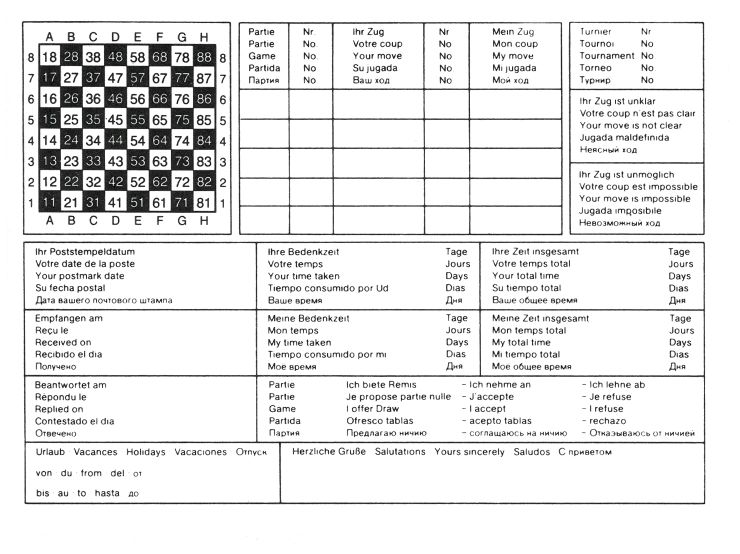
بطاقة الشطرنج المراسلات تبين التدوين الجبري (تدوينICCF)

هناك تراميز تستخدم الألوان، مثل إشارات المرور إشارة ضوئية، رمز اللون شفرة لونية للمقاومات تستخدم، أيضا، لوسم علامة تدل على القيمة الاسمية للمقاومات الكهربائية مقاوم كهربي أو حاويات النفايات Trashcans المكرسة لأنواع معينة من النفايات (الورق والزجاج والبيولوجية، الخ.)
في مجال التسويق Markiting، رموز القسيمة Coupon يمكن استخدامها للحصول على الخصم المالي أو خصم عند شراء المنتج من متاجر التجزئة على الإنترنت.
في البيئات العسكرية، تستخدم أصوات محددة بالبوق شياع (آلة) للاستخدامات المختلفة: للإعلان عن بعض الاوقات من اليوم، أو لقيادة المشاة في ساحة المعركة، الخ
وتستند نظم التواصل للإعاقات الحسية، على الحركة لغة إشارة لغة إشارة أو رموز عن طريق اللمس، مثل لغة الإشارة للصم ولغة برايل للمكفوفين.
تدوين النوتات الموسيقية Musical scores هي الطريقة الأكثر شيوعا لترميز الموسيقى.
ألعاب محددة، لعبة الشطرنج مثلا، لديها أنظمتها الرمزية الخاصة لتسجيل مباريات (تدوين الشطرنج)Chess notation.

## الرموز والإختصارات
يمكن اعتبار اوائل حروف الكلمة، والاختصارات، رموزًا، وبمعنى ما، فإن جميع، اللغات، وأنظمة الكتابة، هي رموز، للفكر البشري.
على سبيل المثال، رموز مطار، اتحاد النقل الجوي الدولي، هي رموز، مكونة من ثلاثة أحرف، تستخدم لتعيين، المطارات، وتستخدم لضغط بيانات.
يتم استخدام رموز المحطات، بشكل مشابه، على السكك الحديدية، ولكنها عادة ما تكون وطنية، لذلك يمكن استخدام نفس الرمز، لمحطات مختلفة، إذا كانت في بلدان مختلفة.
في بعض الأحيان، تحقق كلمة الكود، وجودًا مستقلًا (ومعنى)، في حين يتم نسيان العبارة المكافئة الأصلية، أو على الأقل لم يعد لها المعنى الدقيق المنسوب، إلى كلمة الكود.
على سبيل المثال، تم استخدام رمز (30) على نطاق واسع في الصحافة لتعني «نهاية القصة»، ويتم استخدامها في سياقات أخرى للدلالة على «النهاية».